# District Bacău

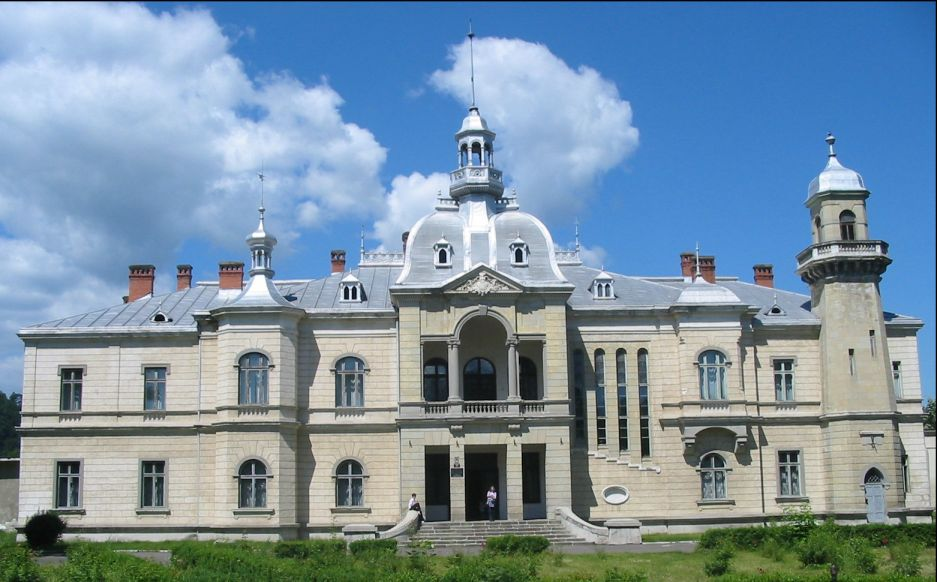
Het Ghica-Paleis in Comăneşti

Bacău is een Roemeens district (județ) in de historische regio
Moldavië, met als hoofdstad
Bacău (210.042 inwoners).
De gangbare afkorting voor het district is BC.

## Demografie
In het jaar 2002 had Bacău 706.623 inwoners en een bevolkingsdichtheid van 113 inwoners per km².

### Bevolkingsgroepen
Van de 706.623 in (2002) waren er:
- Meer dan 90% Roemeen
- 1,7% Roma
- 0,64 Hongaar (de Csángó's, deel van de Hongaarse minderheid)
- Andere minderheid zijn de Duitsers

96.494 inwoners gaven in 2011 aan te behoren tot de Rooms Katholieke kerk. Deze groep is waarschijnlijk te duiden als afstammelingen van de Hongaarstalige Csángó-bevolking.

## Geografie
Het district heeft een oppervlakte van 6621 km² en komt daarmee op de 13e plaats met grootte van provincies in Roemenië.

## Aangrenzende districten
- Neamț in het noorden
- Vaslui in het oosten
- Harghita in het westen
- Covasna in het zuidwesten
- Vrancea in het zuiden

## Steden
- Bacău
- Buhuși
- Comănești
- Dărmănești
- Moinești
- Onești
- Slănic-Moldova
- Târgu Ocna